# Cindy Kiro

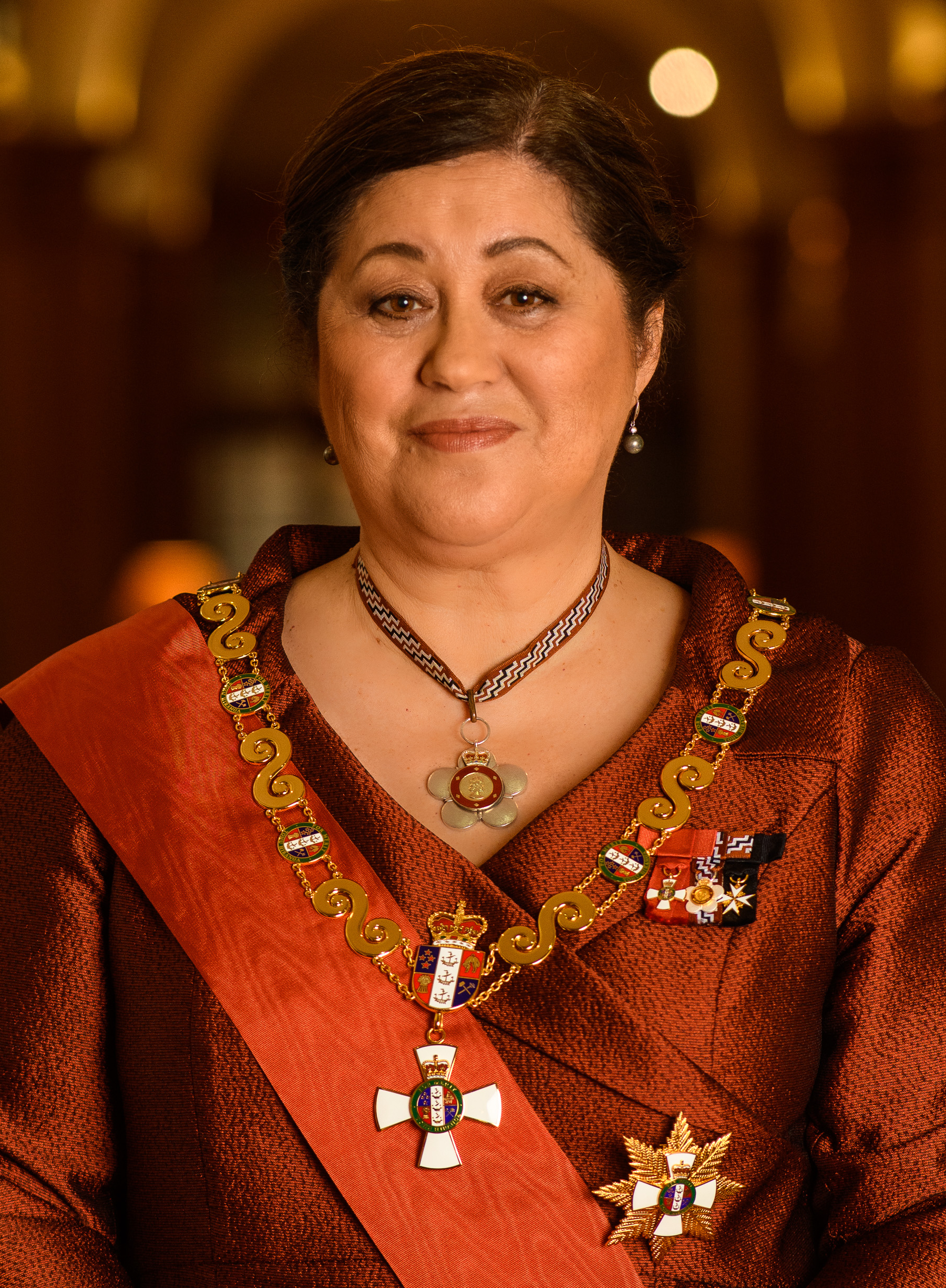
Cindy Kiro (2021)

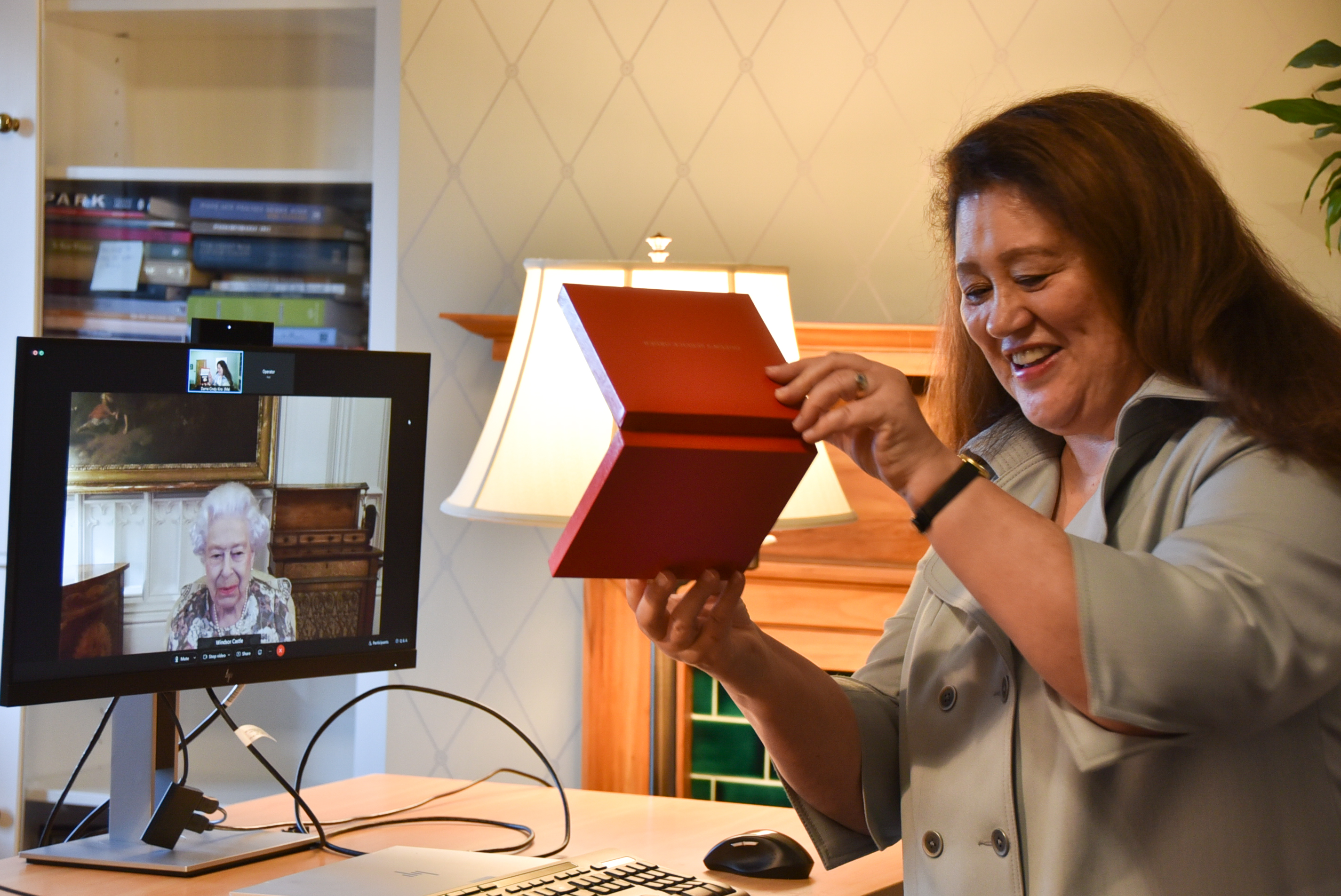
Kiro zeigt der Königin von Neuseeland Elisabeth II. ihr Abzeichen des Companion of the Queen’s Service Order während einer virtuellen Privataudienz, 19. Oktober 2021

Dame Alcyion Cynthia (Cindy) Kiro GNZM, QSO (* 17. Mai 1958 in Whangārei, Northland, Neuseeland) ist seit dem 21. Oktober 2021 die 22. Generalgouverneurin von Neuseeland. Sie ist damit die erste Frau in dieser Position in Neuseeland mit indigener Abstammung.

## Frühes Leben und Ausbildung
Cindy Kiro wurde 1958 als älteste von sechs Kindern in Whangārei im Norden der Nordinsel geboren. Sie ist zum Teil britischer und Māori-Abstammung und zählt sich zu den Iwi der Ngāpuhi, der Ngāti Hine und Ngāti Kahu.
Kiro absolvierte ihre Grund- und Sekundarschulausbildung in Auckland, war die erste Person in ihrer Familie, die einen Hochschulabschluss erwarb, studierte an der University of Auckland sowie an der Massey University und schloss mit einem Doktorgrad in Sozialpolitik und einem Master of Business Administration (MBA) in Betriebswirtschaft ab. Sie spricht fließend Te Reo Māori.

## Karriere
Während ihrer Zeit an der Universität Auckland war sie Direktorin des Starpath-Projekts, das die Auswirkungen des sozioökonomischen Status auf den Bildungserfolg in Neuseeland untersuchte.
Kiro war Geschäftsführerin der unabhängigen Beratungseinrichtung Royal Society-Te Apārangi, des Weiteren Kinderbeauftragte und Pro-Vizekanzlerin Māori an der Universität Auckland.
Sie war von 2003 bis 2009 Children's Commissioner, von 2014 bis 2018 Mitglied des Ministerial Cross-Sector Forum des Ministry of Education und von 2018 bis 2019 Vorsitzende der Welfare Expert Advisory Group.

## Privates
Cindy Kiro ist mit Richard Davies verheiratet, der als Arzt im Auckland City Mission’s Calder Centre praktiziert. Aus der Ehe gingen zwei Söhne hervor.

## Auszeichnungen und Ehrungen
- 2020 – Dame Companion of the New Zealand Order of Merit (DNZM) 31. Dezember 2020[6]
- 2021 – Queen’s Service Order (QSO) 21. August 2021[7]
- 2021 – Dame Grand Companion of the New Zealand Order of Merit (GNZM) 21. August 2021[7]